# UFC 142
UFC 142: Aldo vs. Mendes（ユーエフシー・ワンフォーティツー：アルド・バーサス・メンデス）は、アメリカ合衆国の総合格闘技団体「UFC」の大会の一つ。2012年1月14日、ブラジル・リオデジャネイロ州リオデジャネイロのHSBCアリーナで開催された。

## 大会概要
本大会ではジョゼ・アルドとチャド・メンデスによるUFC世界フェザー級タイトルマッチが組まれた。
キャリア15戦無敗のエドゥナルド・オリヴェイラがUFCデビュー。

### カード変更
負傷などによるカードの変更は以下の通り。
- パウロ・チアゴ → ヒカルド・ファンチ（第2試合）

- ロブ・ブロートン → ガブリエル・ゴンザーガ（第4試合）

- シアー・バハドゥルザダ → カーロ・プラター（第7試合）

- スタニスラブ・ネドコフ vs. ファビオ・マルドナード → ネドコフの負傷により中止

- ファビオ・マルドナード vs. カイオ・マガリャエス → マルドナードの負傷により中止

## 試合結果

### アーリープレリム
第1試合 フェザー級ワンマッチ 5分3R
○  フェリペ・アランテス vs.  アントニオ・カルバーリョ ×
3R終了 判定3-0（29-28、29-28、29-28）

### プレリミナリーカード
第2試合 ウェルター級ワンマッチ 5分3R
○  マイク・パイル vs.  ヒカルド・ファンチ ×
1R 1:22 TKO（膝蹴り→パウンド）
第3試合 フェザー級ワンマッチ  5分3R
○  ユーリ・アルカンタラ vs.  小見川道大 ×
3R終了 判定3-0（30-27、29-28、30-27）
第4試合 ヘビー級ワンマッチ 5分3R
○  ガブリエル・ゴンザーガ vs.  エドゥナルド・オリヴェイラ ×
1R 3:22 リアネイキドチョーク
第5試合 ライト級ワンマッチ 5分3R
○  チアゴ・タバレス vs.  サム・スタウト ×
3R終了 判定3-0（29-28、29-28、29-28）

### メインカード
第6試合 ライト級ワンマッチ 5分3R
○  エジソン・バルボーザ vs.  テリー・エティム ×
3R 2:02 KO（右バックスピンキック）
第7試合 ウェルター級ワンマッチ 5分3R
○  カーロ・プラター vs.  エリック・シウバ ×
1R 0:29 失格（後頭部へのパンチ）
第8試合 ミドル級ワンマッチ 5分3R
○  ホジマール・パリャーレス vs.  マイク・マッセンジオ ×
1R 1:03 ヒールフック
第9試合 89.3kg契約ワンマッチ 5分3R
○  ビクトー・ベウフォート vs.  アンソニー・ジョンソン ×
1R 4:49 リアネイキドチョーク
※ジョンソンの体重超過によりミドル級から変更。
第10試合 UFC世界フェザー級タイトルマッチ 5分5R
○  ジョゼ・アルド vs.  チャド・メンデス ×
1R 4:59 KO（膝蹴り）
※アルドが3度目の防衛に成功。

### 各賞
ファイト・オブ・ザ・ナイト：エジソン・バルボーザ vs. テリー・エティム
ノックアウト・オブ・ザ・ナイト：エジソン・バルボーザ
サブミッション・オブ・ザ・ナイト：ホジマール・パリャーレス
各選手にはボーナスとして6万5,000ドルが支給された。